# Oum Ramatou
Oum Ramatou là một nhà văn sinh ra ở Niamey năm 1970. Cô viết Le Regard và Désiré. Cô cũng làm việc trên một tiến sĩ y học.